# Teorema di Carleson
Il teorema di Carleson è un risultato dell'analisi matematica che stabilisce la convergenza puntuale quasi ovunque della serie di Fourier di funzioni di classe {\displaystyle L^{2}}, provato da Lennart Carleson nel 1966.

## Enunciato del teorema
Il teorema, nella forma estesa fornita da Richard Hunt (1968) per funzioni di classe {\displaystyle L^{p}}, con {\displaystyle p\in (1,\infty ]}, afferma che, data {\displaystyle f} funzione periodica di classe {\displaystyle L^{p}} per qualche {\displaystyle p\in (1,\infty ]}, con coefficienti di Fourier {\displaystyle {\hat {f}}(n)}, allora:
{\displaystyle \displaystyle \lim _{N\to \infty }\sum _{|n|\leq N}{\hat {f}}(n)e^{inx}=f(x)}
per quasi ogni {\displaystyle x}.
Il risultato analogo per integrali di Fourier può essere enunciato come segue:
sia {\displaystyle f\in L^{p}(\mathbb {R} )} per qualche {\displaystyle p\in (1,2]}, con trasformata di Fourier {\displaystyle {\hat {f}}(\xi )}. Allora
{\displaystyle \displaystyle \lim _{R\to \infty }\int _{|\xi |\leq R}{\hat {f}}(\xi )e^{2\pi ix\xi }d\xi =f(x)}
per quasi ogni {\displaystyle x\in \mathbb {R} }.

## Storia
Una questione fondamentale riguardo alle serie di Fourier, posta dallo stesso Fourier all'inizio del XIX secolo, è se la serie di Fourier di una funzione continua converga puntualmente alla funzione stessa.
Rinforzando leggermente l'ipotesi di continuità, è possibile dimostrare facilmente che la serie di Fourier converge ovunque. Ad esempio, se una funzione ha variazione limitata, allora la sua serie di Fourier converge ovunque alla media locale della funzione stessa. In particolare, se una funzione è continuamente differenziabile, la sua serie di Fourier converge ovunque alla funzione stessa. Questo fu dimostrato da Dirichlet, che espresse la sua convinzione di poter presto estendere il suo risultato a coprire tutte le funzioni continue. Un altro modo per ottenere la convergenza ovunque è cambiare il metodo di sommazione. Ad esempio, il teorema di Fejér dimostra che se si sostituisce la sommazione ordinaria con la sommazione di Cesàro, allora la serie di Fourier di qualsiasi funzione continua converge uniformemente alla funzione stessa. Inoltre, è facile dimostrare che la serie di Fourier di una qualsiasi funzione {\displaystyle L^{2}} converge ad essa nella norma {\displaystyle L^{2}}.
Dopo il risultato di Dirichlet, diversi esperti, tra cui Dirichlet, Riemann, Weierstrass e Dedekind, espressero la loro convinzione che la serie di Fourier di qualsiasi funzione continua dovesse convergere ovunque. Questo fu smentito da Paul du Bois-Reymond, che dimostrò nel 1876 che esiste una funzione continua la cui serie di Fourier diverge in un punto.
La convergenza quasi ovunque delle serie di Fourier per le funzioni {\displaystyle L^{2}} fu postulata da N. N. Luzin nel 1915, e il problema fu conosciuto come congettura di Luzin (fino alla sua dimostrazione da parte di Carleson nel 1966). Kolmogorov, nel 1923, dimostrò che l'analogo del risultato di Carleson per le funzioni {\displaystyle L^{1}} è falso, trovando una tale funzione la cui serie di Fourier diverge quasi ovunque.
Carleson stesso affermò in un'intervista a Raussen & Skau di aver iniziato cercando di trovare un controesempio continuo, senza successo. Decise quindi di provare a dimostrare la congettura di Luzin, poiché il fallimento di ogni suo controesempio lo convinse che la congettura fosse probabilmente vera.
La dimostrazione originale di Carleson è eccezionalmente difficile da comprendere e, sebbene diversi autori hanno semplificato l'argomento, non esistono ancora dimostrazioni semplici del suo teorema.